# سگ سرآبی
سگ سرآبی یا ماستیف ایرانی یک نژاد سگ نگهبان دام که مبدأ آن شهرستان سرآب در استان آذربایجان شرقی ایران است. ماستیف سرآبی آرام، کنترل شده، مستقل، قدرتمند و محافظ است. این نژاد یکی از قدیمی‌ترین و یکی از بهترین نژادهای سگ بومی در ایران محسوب می‌شود.
وزن این نژاد در نرها بین ۷۰ الی ۱۰۰ کیلوگرم و ماده‌ها ۶۰ تا ۸۰ کیلوگرم است، ارتفاع جنس نر بین ۷۰ تا ۱۱۰ سانتی‌متر و ماده‌ها بین۶۵ تا ۸۵ سانتی‌متر است. زادگاه اصلی این نژاد درشت اندام در شهرستان سرآب است. از این سگ بیشتر به عنوان سگ گله و سگ نگهبان استفاده می‌شود. سگ سرآبی در مواجه با هر تهدیدی بسیار شجاع و بی‌باک بوده. سگ‌های سرآبی تربیت پذیر و کاملاً مطیع صاحبان خود هستند. با افراد خانواده مهربان و صمیمی هستند ولی با مشاهده غریبه یا خطر به شدت تهاجمی می‌شوند سگ‌های سرآبی هوشمندی بالایی دارند اما فرمان‌هایی که برخلاف منطق آن‌ها باشد را نمی‌پذیرند چرا که شخصیت‌های خودسالاری دارند.
طول عمر این سگ‌ها در شرایط مناسب بین ۱۲ تا ۱۵ سال است که معمولاً از ۱۴ ماهگی به بعد به بلوغ می‌رسند. این نژاد بسیار عضلانی است و برای حفاظت از ویلا باغ جاهای بزرگ و… استفاده می‌شود. از ویژگی‌های بارز این سگ می‌توان به پوست کلفت آن اشاره کرد که برای سگ چوپان بودن بسیار خوب است زیرا دندان و چنگال هر حیوانی مثل خرس هم نمی‌تواند به راحتی به آن نفوذ کند و زخمی کند و یک ویژگی دیگر که این نژاد را با دیگر نژادها متمایز کرده این است که در تغییر محیط و آب و هوا هیچ تغییراتی در روحیه و استقامت بدنی آن‌ها رخ نمی‌دهد این نژاد بسیار هوشیار است و همیشه آماده حمله به هر تهدیدی است این سگ‌ها در عشایرها و کوچ نشینان بسیار مورد استفاده قرار می‌گیرد.
سگ سرآبی از معروف‌ترین نژادهای سگ در ایران است؛ اخیراً در کشورهای انگلیس و آمریکا تعدادی از این گونه سگ‌ها مشاهده شده که بیانگر محبوبیت آن در سطح جهانی است. در مناطق مختلف به خصوص در شمال و شمال غربی، از سگ سرآبی به عنوان نگهبان اماکن و دام‌ها استفاده می‌شود.

## تاریخچه
سگ سرآبی یکی از اصیل‌ترین و قدیمی‌ترین نژادهای موجود در جهان است. اکثر شاهان ایرانی به این نژاد تنومند علاقه وافری داشته چرا که شجاع، وفادار و مقابل تهدیدات بسیار خشن بودند. علاقه هخامنشیان به این نژاد آنقدر زیاد بوده که حتی مجسمه آن را ساخته‌اند این مجسمه در آپادانای تخت جمشید کشف شده که در حال حاضر در موزه ملی ایران نگهداری می‌شود.

## توضیحات
سگ سرآبی با استخوان‌های سنگین با سر بسیار بزرگ. پوزه آن‌ها پهن نه خیلی بلند و نه خیلی کوتاه است. دارای لب‌های نسبتاً آویزان می‌باشد. پرشین ماستیف همانند  کردیش ماستیف و آلابایی جزو نژاد سگ‌های ماستیف می‌باشند اما کوتاه‌تر و با رنگ خاکی می‌باشند.
پشت آن‌ها صاف است پاها استخوانی سنگین دارند دم شان کلفت بلند و داسی شکل است. سگ سرآبی ایرانی معمولاً در سایه‌های قهوه ای با ماسک مشکی و به رنگ مشکی یکدست عرضه می‌شود. گاهی رنگ سفید روی سینه نیز مشاهده می‌شود.

## خلق و خو
سگ سرآبی نگهبان دام و دارایی است. این نژاد با بدنی غول پیکر، سر بزرگ و نیروی تهاجمی قدرتمند. بسیار به صاحبش وفادار است و نسبت به غریبه‌ها بیزار است و بسیار کارآمد از دام محافظت می‌کند. هرگاه هر جانور وحشی نزدیک می‌شود، سگ با گوش‌های ایستاده به حالت هشدار می‌رود، دم را با تاز بسیار بلند بالا می‌آورد تا همه را آگاه کند. سگ به‌طور کلی از رویارویی مستقیم اجتناب می‌کند، اما زمانی که مهاجم نزدیک می‌شود، در حالت ترسناک ایستاده است. سرآبی یک انتخاب مناسب برای دامدارانی است که از وجود گرگ‌ها آسیب می‌بینند و رنج می‌کشند چون که عملاً گرگ خاکستری هیچ شانسی در مقابل این نژاد غول‌پیکر ندارد. البته مستنداتی در مورد درگیری سگ سرآبی حتی با خرس نیز وجود دارد چرا که این نژاد بسیار بی‌باک و شجاع بوده و ترسی از چیزی ندارد.

## شرایط نگهداری
این نژاد برای زندگی آپارتمانی توصیه نمی‌شود. آن‌ها به فضا نیاز دارند و حداقل با یک حیاط بزرگ بهترین توصیه می‌شود. سگ سرآبی ایرانی با پناهگاه مناسب می‌تواند با هر آب و هوایی از دمای بسیار پایین تا گرمای تابستان سازگار شود.